# Malhotice
Malhotice (en allemand : Malhotitz) est une commune du district de Přerov, dans la région d'Olomouc, en République tchèque. Sa population s'élevait à 373 habitants en 2020.

## Géographie
Malhotice se trouve à 7 km au sud-sud-est de Hranice, à 23 km à l'est-nord-est de Přerov, à 39 km à l'est-sud-est d'Olomouc et à 249 km à l'est-sud-est de Prague.
La commune est limitée par Ústí au nord, par Horní Těšice et Rouské à l'est, par Všechovice au sud, et par Býškovice et Opatovice à l'ouest.

## Histoire
La première mention écrite de la localité date de 1317.

## Transports
Malhotice se trouve à 9 km de Hranice, à 28,6 km de Přerov, à 43 km de Zlín, à 47 km d'Olomouc et à 300 km de Prague.